# جون كي
جون فيليب كي (بالإنجليزية: John Phillip Key)‏ (9 أغسطس 1961، أوكلاند) هو سياسي نيوزيلندي تولى منصب رئيس وزراء نيوزيلندا في 19 نوفمبر 2008. وهو زعيم الحزب الوطني النيوزيلندي.
برز في السياسة سنة 2001 بعد أن انتخب نائب عام لدائرة هيلينسفيل. ومدد فترة حكمه لتلك الدائرة في 2005 و 2008. في 2004 أصبح المتحدث باسم الشؤون المالية في حكومة الظل. في 2006، بعد استقالة دون براش، أصبح رئيسا للحزب الوطني. وكزعيم لحزب العمل رشح نفسه لمنصب رئيس الوزراء في الانتخابات العامة سنة 2008 ضد مرشح حزب العمال هيلين كلارك التي شغلت المنصب منذ 1999. فاز الحزب الوطني في الانتخابات ب58 مقعدا، بفارق أربعة مقاعد من الأغلبية. وشكل ائتلاف مع المحافظين والمستقبل المتحد، وكذلك حزب الماوري. ركز جون كي في حملته الانتخابية على الاقتصاد وللتغلب على الأزمة المالية العالمية.

## النشأة وتعليمه
وُلد كي في أوكلاند، نيوزيلندا في 9 أغسطس 1961، لوالده جورج كي (1914-1969) وروث كي (1922-2000). كان والده مهاجرًا إنجليزيًا ومحاربًا قديمًا في الحرب الأهلية الإسبانية والحرب العالمية الثانية. نشأ كي وشقيقته في منزل حكومي في ضاحية بريندور في كرايستشيرش على يد والدته، وهي مهاجرة يهودية نمساوية. كي هو ثالث رئيس وزراء لنيوزيلندا من أصول يهودية، بعد جوليوس فوغل وفرانسيس بيل.
التحق بمدرسة أورانغي، ثم مدرسة بيرنسايد الثانوية من 1975 إلى 1979، وهناك التقى بزوجته، برونا. تابع دراسته في جامعة كانتربري وحصل على بكالوريوس التجارة في المحاسبة عام 1981. كما حضر دورات الدراسات الإدارية في جامعة هارفارد.

## حياته المهنية قبل السياسة
كانت أول وظيفة له في عام 1982، كمدقق حسابات في مكولوتش منزيس، ثم انتقل للعمل كمدير مشروع في شركة تصنيع الملابس في كرايستشيرش لمدة عامين. بدأ كي العمل كتاجر صرف أجنبي في ويلينغتون، وارتقى إلى منصب رئيس لتداول العملات الأجنبية بعد ذلك بعامين، ثم انتقل إلى أوكلاند في عام 1988.
في عام 1995، انضم إلى ميريل لينش كرئيس للنقد الأجنبي الآسيوي في سنغافورة. في نفس العام رُقّي إلى منصب رئيس قسم الصرف الأجنبي العالمي في ميريل، ومقره لندن، وربما يكون قد حصل هناك على نحو 2.25 مليون دولار أمريكي سنويًا بما في ذلك المكافآت، والتي تبلغ نحو 5 ملايين دولار نيوزيلندي حسب أسعار الصرف لعام 2001. أطلق عليه بعض زملائه لقب (القاتل المبتسم) لحفاظه على بهجته المعتادة أثناء إقالة العشرات (البعض يقول المئات) من الموظفين بعد خسائر فادحة من الأزمة المالية الروسية عام 1998. كان عضوًا في لجنة الصرف الأجنبي في البنك الاحتياطي الفيدرالي في نيويورك من 1999 إلى 2001.
في عام 1998، بعد أن علم باهتمامه بممارسة مهنة السياسة، بدأ رئيس الحزب الوطني جون سلاتر العمل بنشاط لتجنيده. وصفته زعيمة الحزب السابقة جيني شيبلي بأنه: أحد الأشخاص الذين بحثت عنهم عمدًا ووضعت رأسي على المحك - سواء بشكل خاص أو علني - لإدخالهم إلى هنا.

## سنواته الأولى في البرلمان
أدى النمو السكاني في أوكلاند إلى تشكيل دائرة انتخابية جديدة تُدعى هيلينزفيل لانتخابات عام 2002، والتي غطت الركن الشمالي الغربي من منطقة أوكلاند الحضرية. في الانتخابات العامة لعام 2002، فاز كي بالمقعد بأغلبية 1.705 صوت، متقدمًا على رئيس حزب العمال غاري راسل، مع نيسون، الذي يقف الآن كمستقل، ويأتي في المركز الثالث.
هُزم الحزب الوطني بشدة في انتخابات عام 2002، إذ حصل على 20.9% فقط من أصوات الحزب - وهي أسوأ نتيجة انتخابات على الإطلاق عبر التاريخ. في أعقاب التداعيات، أطلق دون براش، وهو أحد المجندين الآخرين في عام 2002، انقلابًا قياديًا ضد بيل إنغليش في أكتوبر 2003. وعرض إنغليش وأنصاره على كي منصب المتحدث المالي لتصويته وكانوا واثقين من أن لديهم الأرقام المطلوبة للنجاح. فاز براش بفارق ضئيل: 14 صوتًا مقابل 12 صوتًا وفي ذلك الوقت كان يعتقد أن كي قد غير دعمه لبراش. كانت طريقة حساب الأصوات سرية، على الرغم من أن كي صرح لاحقًا أنه يدعم بيل إنغليش فقط.
فاز كي بإعادة انتخابه في الانتخابات العامة لعام 2005، إذ حصل على 63% من الأصوات. وزاد أغلبيته مرة أخرى في عام 2008، إذ حصل على 73% من أصوات الناخبين.

## روابط خارجية
- جون كي على موقع الموسوعة البريطانية (الإنجليزية)
- جون كي على موقع مونزينجر (الألمانية)
- جون كي على موقع إن إن دي بي (الإنجليزية)